# 高野站 (岡山縣)
高野站（日语：／ Takano eki */?）是位於岡山縣津山市高野本鄉1896號，西日本旅客鐵道（JR西日本）的因美線車站。

## 歷史
- 1928年（昭和3年）3月15日 - 因美南線美作加茂站至津山站之間開通，此站啟用。
  - 當時車站地址是岡山縣苫田郡高野村（日语：高野村 (岡山県)）高野本鄉（日语：高野本郷）。
- 1932年（昭和7年）7月1日 - 因美南線成為因美線一部分，此站成為因美線車站。
- 1954年（昭和29年）7月1日 - 高野村編入至津山市，車站地址變為岡山縣津山市高野本鄉。
- 1987年（昭和62年）4月1日 - 伴隨國鐵分割民營化，車站由西日本旅客鐵道（JR西日本）營運。
- 1997年（平成9年）11月29日：停用列車交會設備[1]。

## 車站構造

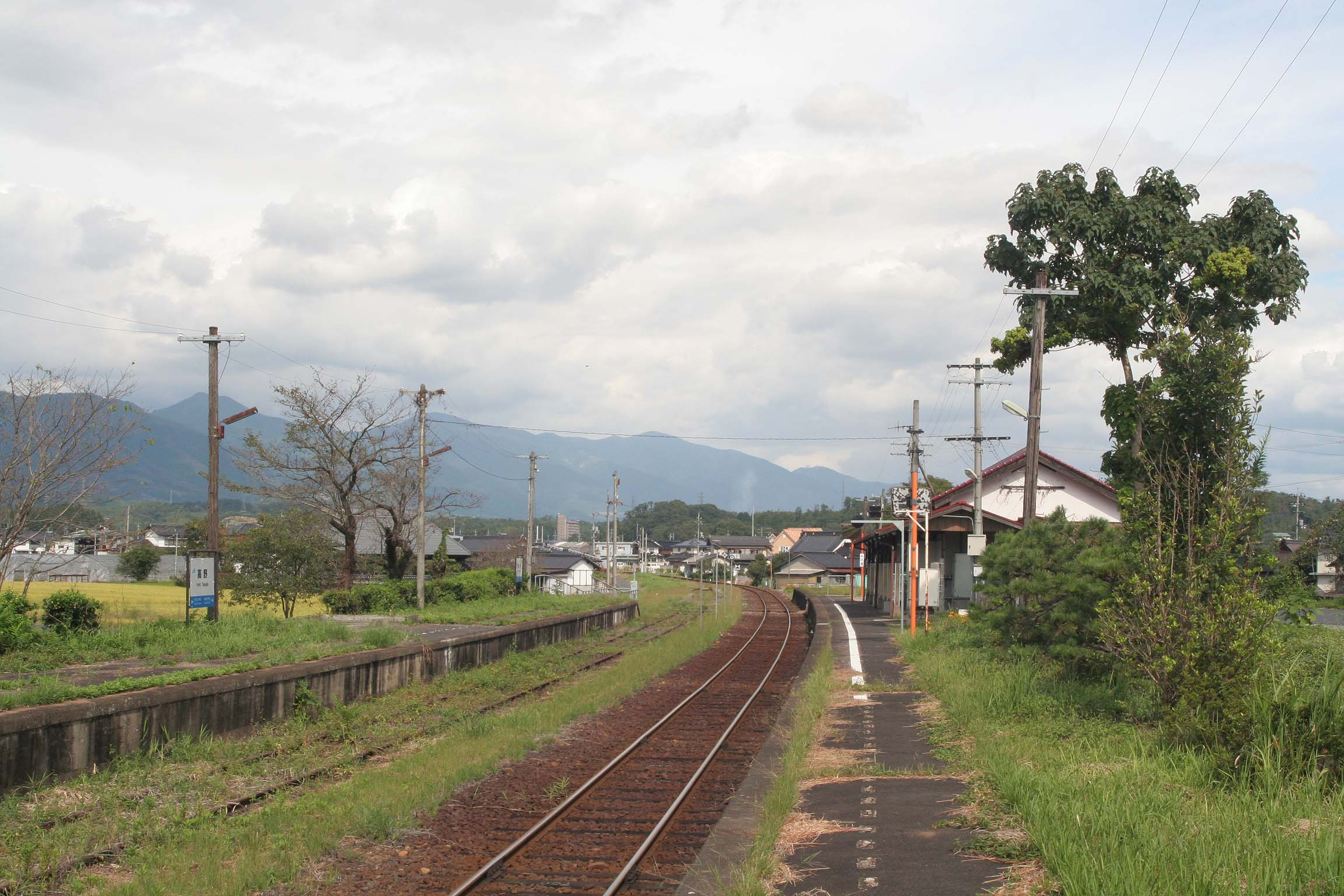
站內（2007年10月）

車站是一座地面車站，設有1面1線單式月台。前往津山方向和智頭方向的列車使用同一月台。此站曾經設有2面2線的相對式月台。隨著急行「砂丘」廢止，曾經是智頭方向的月台（車站大樓對面的月台）路軌與本線分離。現時車站遺留了站內平交道的痕蹟。
此站是由津山站管理的無人車站，在站前設有廣場。

## 使用狀況
以下為近年1日平均乘車人次列表：
| 乘車人次變化 | 乘車人次變化    |
| 年度         | 1日平均乘車人次 |
| ------------ | --------------- |
| 1999         | 31              |
| 2000         | 18              |
| 2001         | 17              |
| 2002         | 18              |
| 2003         | 20              |
| 2004         | 18              |
| 2005         | 17              |
| 2006         | 22              |
| 2007         | 19              |
| 2008         | 27              |
| 2009         | 22              |
| 2010         | 17              |
| 2011         | 15              |
| 2012         | 17              |
| 2013         | 18              |
| 2014         | 22              |
| 2015         | 23              |
| 2016         | 26              |
| 2017         | 28              |
| 2018         | 33              |

## 車站周邊
- 成名郵局
- 津山高野郵局
- 國道53號（日语：国道53号）
- 中鐵北部巴士（日语：中鉄北部バス）「高野站前」巴士站

## 相鄰車站
西日本旅客鐵道（JR西日本）
 因美線
■快速（上行列車停站，下行列車通過）
美作加茂←高野←東津山
■普通
美作瀧尾－高野－東津山

## 注腳
1. ↑  . 鐵道畫刊 (電氣車研究會). 1998-4, 48 (4): 81.
2. ↑  岡山縣統計年報

## 外部連結
- 高野｜車站資訊：JR出門網 - 西日本旅客鐵道（日語）